# Babez for Breakfast
Babez for Breakfast je peti album grupe Lordi, objavljen 10. septembra 2010. godine. Tradicionalno, bend je po objavljivanju novog albuma renovirao svoje kostime. 
Prvi singl, „This Is Heavy Metal“, objavljen je u digitalnom formatu 9. avgusta 2010, a kao CD nedelju dana kasnije. Singl je objavljen na CD-u u svega 200 kopija. Ograničeno izdanje albuma, nazvano „The Breakfast BOX“, objavljeno je 15. oktobra 2010. godine. Na albumu jes gostovalo par poznatih muzičara. To su Brus Kulik, gitarista grupe Kiss, koji je odsvirao solažu u pesmi „Call Off The Wedding“, Džeremi Rubolino koji je odsvirao simfonijski deo u pesmi „Call Off The Wedding“ kao i Mark Sloter, pevač grupe Slaughter, koji je odigrao ulogu oca u pesmi „Granny's Gone Crazy“. Drugi singl sa albuma je „Rock Police“ koji je objavljen početkom 2011. godine kao promo singl i nije pušten u prodaju.

## Spisak pesama
1. „SCG5: It's a Boy!“ - 1:21
2. „Babez for Breakfast“ - 3:30
3. „This Is Heavy Metal“ - 3:01
4. „Rock Police“ - 3:58
5. „Discoevil“ - 3:49
6. „Call Off the Wedding“ - 3:31
7. „I Am Bigger than You“ - 3:04
8. „ZombieRawkMachine“ - 3:42
9. „Midnite Lover“ - 3:21
10. „Give Your Life for Rock and Roll“ - 3:54
11. „Nonstop Nite“ - 3:56
12. „Amen's Lament to Ra“ (instrumental) - 0:32
13. „Loud and Loaded“ - 3:15
14. „Granny's Gone Crazy“ - 3:56
15. „Devil's Lullaby“ - 3:43

## Bonus pesme
1. „Lord Have Mercy“ (iTunes verzija) - 3:18
2. „Studs 'n' Leather“ (Japanska verzija) - 3:58

## Članovi benda
- Mr. Lordi - Vokal
- Amen - Gitara, Prateći vokal
- OX - Bas gitara, Prateći vokal
- Awa - Klavijature, Prateći vokal
- Kita - Bubnjevi, Prateći vokal